# Miastko (gemeente)
De gemeente Miastko is een stad- en landgemeente in het Poolse woiwodschap Pommeren, in powiat Bytowski.
De gemeente bestaat uit 28 administratieve plaatsen solectwo: Biała, Bobięcino, Chlebowo, Czarnica, Dolsko, Dretyń, Dretynek-Trzcinno, Głodowo, Kamnica, Kawcze, Kwisno-Szydlice, Lubkowo, Miłocice, Okunino, Pasieka, Piaszczyna, Popowice, Przęsin, Role-Żabno, Słosinko, Świeszyno, Świerzenko, Świerzno, Turowo, Wałdowo, Wołcza Mała, Węgorzynko, Wołcza Wielka
De zetel van de gemeente is in Miastko. De gemeente omvat 1 miasto en 33 dorpen.
Op 30 juni 2004 telde de gemeente 19 912 inwoners.

## Oppervlakte gegevens
In 2002 bedroeg de totale oppervlakte van gemeente Miastko 466,82 km², waarvan:
- agrarisch gebied: 38%
- bossen: 50%

De gemeente beslaat 21,29% van de totale oppervlakte van de powiat.

## Demografie
Stand op 30 juni 2004:
| Omschrijving                   | Totaal | Totaal | Vrouwen | Vrouwen | Mannen | Mannen |
| ------------------------------ | ------ | ------ | ------- | ------- | ------ | ------ |
| eenheid                        | aantal | %      | aantal  | %       | aantal | %      |
| inwoners                       | 19 912 | 100    | 10 136  | 50,9    | 9776   | 49,1   |
| bevolkingsdichtheid (inw./km²) | 42,7   | 42,7   | 21,7    | 21,7    | 20,9   | 20,9   |

In 2002 bedroeg het gemiddelde inkomen per inwoner 1479,82 zł.

## Aangrenzende gemeenten
Biały Bór, Kępice, Koczała, Kołczygłowy, Lipnica, Polanów, Trzebielino, Tuchomie